# Босконе (Комо)
Босконе је насеље у Италији у округу Комо, региону Ломбардија.
Према процени из 2011. у насељу је живело 112 становника. Насеље се налази на надморској висини од 373 м.